# 아킬레 바르치
아킬레 바르치(이탈리아어: Achille Varzi, 1904년 8월 8일 ~ 1948년 7월 1일)는 이탈리아의 그랑프리 레이싱 드라이버였다.